# Take Five (société de production)
Take Five est une société de production cinématographique. Son siège social se trouve à Bruxelles, en Belgique.

## Historique
Take Fiveest une société de production installée au cœur de Bruxelles, fondée en 2009 par Alon Knoll et Gregory Zalcman. Animés par une passion commune pour la narration, ils produisent une filmographie éclectique. Take Five se spécialise dans la production et la coproduction de longs-métrages de fiction, de films d’animationet de documentaires.
Parmi ses réalisations marquantes figure Flow, un film d’animation co-produit entre la Belgique, la France et la Lettonie, réalisé par Gints Zilbalodis et sorti en 2024. Ce film a été couronné de succès, remportant une soixantaine de prix, dont le prix Lumières 2025 : meilleur film d'animation, le Golden Globes 2025 : meilleur film d’animation,  le César 2025 du Meilleur film d’animation et l'Oscar du Meilleur film d'animation à la cérémonie des Oscars 2025 .

## Filmographie sélective

### Longs Métrages
- 2024 : Flow de Gints Zilbalodis
- 2023 : Sirocco et le Royaume des courants d'air, de Benoît Chieux
- 2023 : The Belgian Wave, de Jérôme Vandewattyne
- 2021 : The Island de Anca Damian
- 2020 : Spaccapietre (Una Promessa) de Gianluca et Massimiliano De Serio
- 2020 : Why not you de Evi Romen
- 2018 : Emma Peeters de Nicole Palo

### Courts Métrages
- 2022 : Marée Haute de Noha Choukrallah
- 2020 : Etouffés de Ely Chevillot
- 2019 : Sous le cartilage des côtes de Bruno Tondeur
- 2018 : Flash de Barney Frydman
- 2017 : Le Scénariste de François Paquay
- 2015 : Dernière Porte Au Sud de Sacha Feiner

### Séries télévisées d'animations
- 2023 : Boys, Boys, Boys, de Valentine Vendroux

### Documentaires
- 2021 : Misha and the wolves de Sam Hobkinson
- 2021 : L'Hypothèse de Zimov de Denis Sneguirev
- 2020 : The Second Life de David Gambino
- 2018 : Football Made in Russia de Pascal Colson et Kenneth Rawlinson
- 2018 : Harry Gruyaert, Photographe de Gerrit Messiaen
- 2016 : La Terre Abandonnée de Gilles Laurent
- 2015 : Twilight of a Life de Sylvain Biegeleisen

## Distinctions

### Récompenses pour "Flow"
- Festival international du film d'animation d'Annecy 2024 :
  - Prix du jury ;
  - Prix du public ;
  - Prix Fondation Gan à la Diffusion ;
  - Prix de la meilleure musique originale.
- Festival international du film de Guadalajara 2024 : meilleur long métrage d'animation[5]
- Festival du nouveau cinéma de Montréal 2024 : Prix du public - Panorama international[6]
- César 2025 : meilleur film d'animation[7]
- Golden Globes 2025 : meilleur film d’animation[8]
- Lumières 2025 : meilleur film d'animation[9]
- Film Independent's Spirit Awards 2025 : meilleur film international[10]
- Oscars 2025 : Meilleur film d'animation